# ひたち海浜公園インターチェンジ
ひたち海浜公園インターチェンジ（ひたちかいひんこうえんインターチェンジ）は、茨城県ひたちなか市新光町にある、常陸那珂有料道路のインターチェンジ。ひたちなか市の東部に位置し、国営ひたち海浜公園への最寄となるインターチェンジ。
当ICには料金施設が存在しない（常陸那珂港ICまでは茨城県道57号常陸那珂港南線のため無料区間。ひたちなかIC方面へはひたちなかICで料金を徴収する）。

## 接続している道路
- E50常陸那珂有料道路(20番)
- 茨城県道247号常陸海浜公園線

## 周辺
- 国営ひたち海浜公園
- 阿字ヶ浦海水浴場
- 独立行政法人自動車安全運転センター安全運転中央研修所
- 茨城港常陸那珂港区（重要港湾）
- ファッションクルーズニューポートひたちなか
- コストコひたちなか倉庫店

## 隣
E50 常陸那珂有料道路
(19) ひたちなかIC - (20) ひたち海浜公園IC - 常陸那珂港IC